# Бейкер, Кирстен
Кирстен Бейкер (англ. Kirsten Baker; 7 апреля 1960, Согне-фьорд, Норвегия) — американская модель и киноактриса, наиболее известная по ролям в фильмах «Полуночное безумие» и «Пятница, 13-е. Часть 2».

## Биография
Кирстен родилась в 1960 году в Норвегии в семье Уильяма и Салли Бейкеров. У неё есть брат Клейтон. В возрасте шести недель с семьёй перебралась в Калифорнию. Детство Кирстен прошло недалеко от Лос-Анджелеса. Окончила школу с золотой медалью.
В юности работала моделью в Модельном агентстве Адриана для подростков в Пасадене и агентстве Нины Бланшар в Лос-Анджелесе. Мимо эффектной девушки не смогли пройти и деятели кинематографа.
Она дебютировала на экране в 1978 году в сериале «Джеймс в 15». Кирстен Бейкер исполнила роль Кристины Кольберг, студентки по обмену из Швеции, с которой главный герой теряет девственность. Роли сексуальных нимфеток были предложены ей и в двух следующих проектах.
Самую запоминающуюся свою роль Бейкер исполнила в 1981 году в слэшере Стива Майнера «Пятница, 13-е. Часть 2», где у актрисы имеется несколько сцен с обнажением.
В 1987 году она последний раз появилась на экране в фильме «Сорняки» с Ником Нолти, после чего полностью сосредоточилась на модельной карьере. В 1993 году окончательно ушла и из этого бизнеса.
В 2010 году она появилась в качестве почётного гостя на съезде поклонников фильмов ужасов.

## Личная жизнь
В начале 2000-х годов Кирстен несколько раз попадалась на вождении в нетрезвом виде.
В настоящее время она работает в картинной галерее на Мелроуз Авеню в Лос-Анджелесе.

## Фильмография
| Год  |    | Русское название          | Оригинальное название       | Роль              |
| ---- | -- | ------------------------- | --------------------------- | ----------------- |
| 1978 | с  | Джеймс в 15               | James at 15                 | Кристина Коллберг |
| 1978 | с  | Женщина-полицейский       | Police Woman                | Лори              |
| 1978 | ф  | Подростковые желания      | Teen Lust                   | Кэрол Хилл        |
| 1979 | ф  | Калифорнийские сновидения | California Dreaming         | Карен             |
| 1979 | ф  | Девушки с бензоколонки    | Gas Pump Girls              | Джун              |
| 1980 | ф  | Разыскивающий             | Cruising                    | бегунья           |
| 1980 | ф  | Полуночное безумие        | Midnight Madness            | Солнышко          |
| 1980 | тф | Соблазнение мисс Леоны    | The Seduction of Miss Leona | Сью               |
| 1981 | ф  | Пятница, 13-е. Часть 2    | Friday The 13th, Part 2     | Терри             |
| 1983 | ф  | Ярость на острове         | Please Don’t Eat the Babies | Кэнди             |
| 1987 | ф  | Сорняки                   | Weeds                       | Кирстен           |